# South Holmwood
South Holmwood – wieś w Anglii, w hrabstwie Surrey, w dystrykcie Mole Valley. Leży 37 km na południowy zachód od centrum Londynu.